# Interruttore automatico
Un interruttore automatico, o disgiuntore è un dispositivo elettrico progettato per interrompere autonomamente un circuito elettrico per determinate condizioni di funzionamento. Le proprietà degli interruttori automatici consentono di operare la selettività sugli impianti elettrici.

## Grandezze elettriche
- Tensione nominale {\displaystyle U_{e}}: tensione a cui si riferiscono le prestazioni dell'interruttore.
- Tensione di isolamento {\displaystyle U_{i}}: tensione di dimensionamento degli isolamenti elettrici dell'interruttore.
- Corrente nominale {\displaystyle I_{n}}: corrente che l'interruttore lascia fluire ininterrottamente.
- Potere di interruzione {\displaystyle I_{cu}}: corrente di cortocircuito che l'interruttore è in grado di interrompere.
- Potere di chiusura {\displaystyle I_{cm}}: corrente di cortocircuito preesistente che l'interruttore è in grado di stabilire.
- Corrente di breve durata {\displaystyle I_{cw}}: corrente che l’interruttore può portare nella posizione di chiuso per un tempo breve

## Tipi di interruttori automatici

### Interruttore magnetotermico
L'interruttore magnetotermico (comunemente chiamato interruttore automatico) è costituito da due relè, uno magnetico e uno termico. Il relè magnetico protegge il circuito dalle correnti di elevato valore (solitamente correnti di cortocircuito) e viene infatti definito come protezione di massima corrente. Il funzionamento dello sganciatore magnetico è basato sull'attrazione elettromagnetica generata da un solenoide percorso dalla corrente di guasto che, generando una forza elettromotrice indotta, aziona una bobina che comanda un sezionatore, il quale opera l'apertura del circuito. L'intervento è quasi istantaneo al superamento della massima corrente, indifferentemente dal valore assunto della corrente stessa. Vi è poi l'intervento termico spiegato nel dettaglio nella sezione Interruttore termico.

### Interruttore termico
L'interruttore termico è costituito dal solo relè termico ed è un dispositivo più semplice rispetto al magnetotermico e garantisce la protezione solo dai sovraccarichi.
Il funzionamento del relè termico è mirato a proteggere il circuito da correnti di valore più modesto (solitamente correnti di sovraccarico e minime correnti di corto circuito). Il suo funzionamento è basato sul comportamento dei metalli a seguito del calore che nasce per effetto Joule al passaggio di una corrente; tale corrente percorre una lamina realizzata da due metalli con differente coefficiente di dilatazione termica. Poiché i coefficienti non risultano essere uguali, le diverse dilatazioni porteranno ad un curvamento della lamina, quindi allo sganciamento del relè e all'apertura del circuito. L'intervento della componente termica è definito da una curva d'intervento, all'aumentare del valore della corrente di guasto diminuisce il tempo d'intervento. Ogni interruttore ha una sua curva d'intervento.

### Interruttore differenziale
L'interruttore differenziale non è una protezione di massima corrente, ma il suo funzionamento si basa sulla prima legge di Kirchhoff. Nel caso la somma algebrica delle correnti entranti, o uscenti, nel dispositivo sia superiore ad un valore di soglia, l'interruttore interviene. All'aumentare del valore di questa somma (o differenza, da cui il nome) il tempo d'intervento diminuisce.

## Selettività
Gli interruttori automatici consentono di sezionare (ovvero porre fuori servizio) un'area guasta dell'impianto elettrico senza disalimentare le altre aree funzionanti. La selettività si opera con due criteri principali:

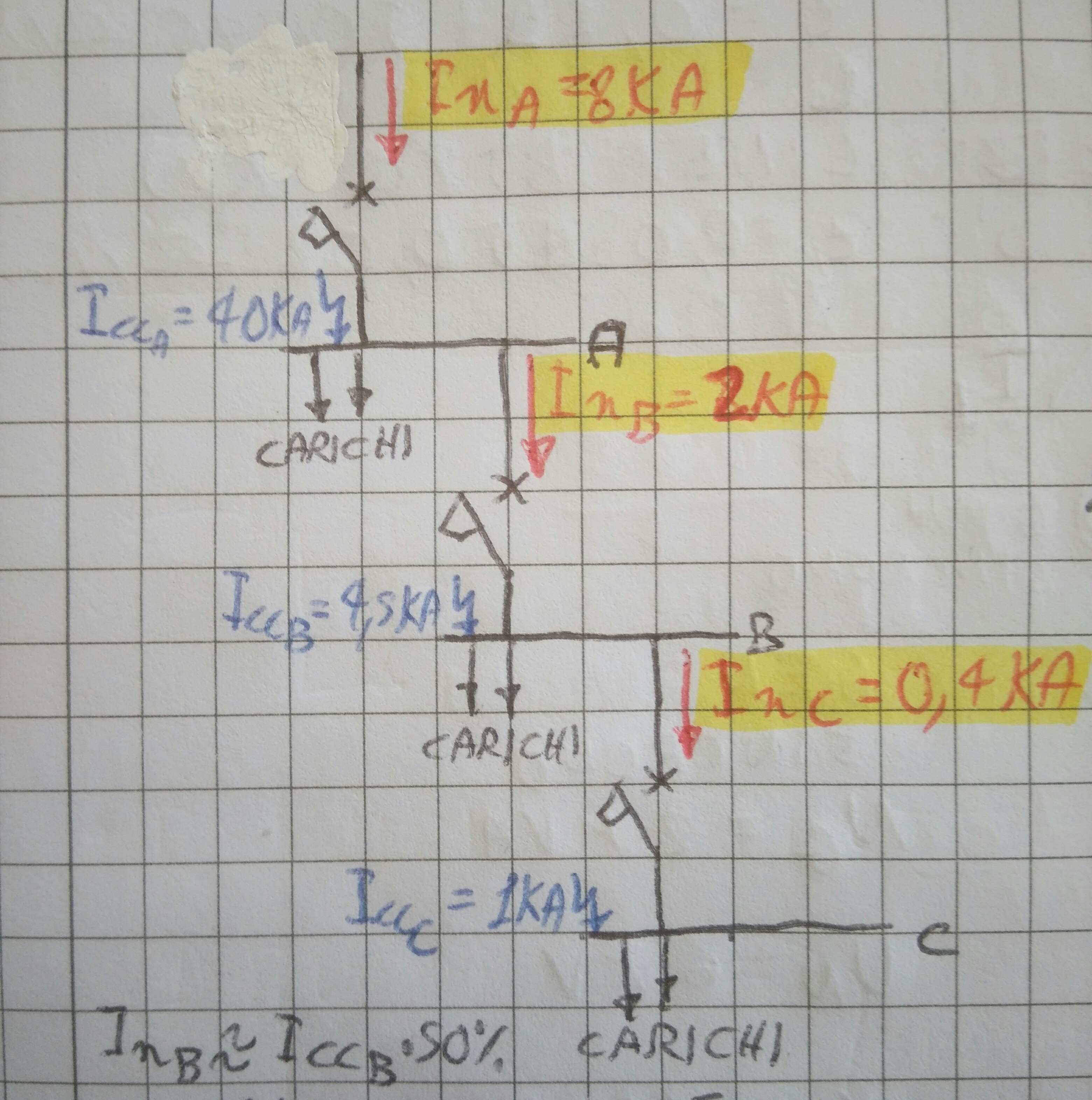
Fig. 1

### Selettività amperometrica
Consiste nella differenziazione delle correnti, si utilizza quando le correnti di cortocircuito sono molto diverse da loro.
Le protezioni vengono tarate scalarmente (come visibile in Fig. 1): quelle più a monte con correnti più elevate, mentre quelle più a valle con correnti inferiori, in modo da dare una certa "gerarchia" al sistema di protezione. Questa soluzione, sempre nell'esempio considerato in figura, permette di far intervenire la giusta protezione in funzione alla posizione del guasto, ovvero:
- se il guasto avviene a valle di C interverrà la protezione in C lasciando il resto dell'impianto a monte libero di continuare a funzionare

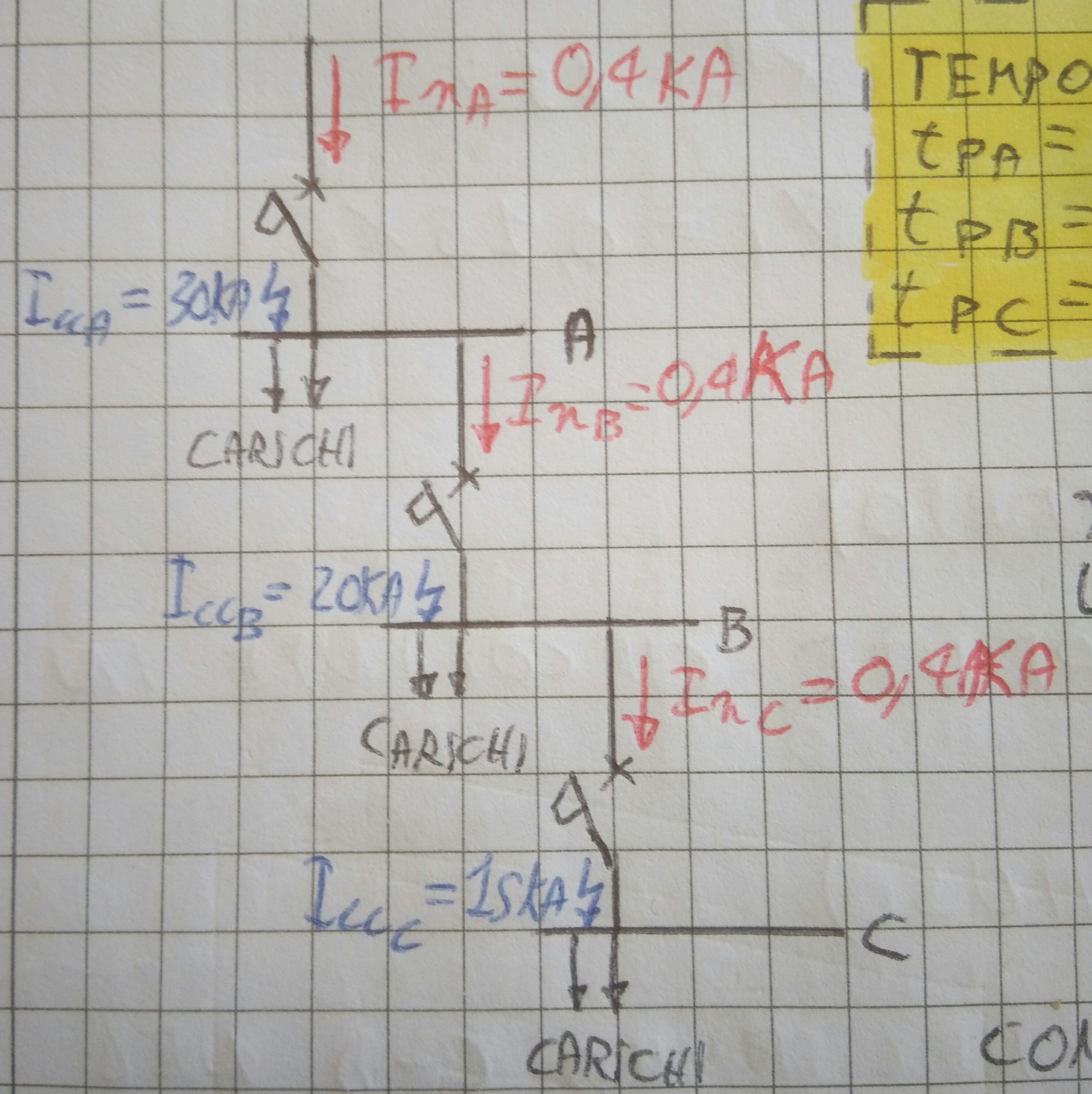
Fig. 2

- se il guasto avviene a valle di B ma a monte di C interverrà la protezione in B lasciando il resto dell'impianto a monte libero di continuare a funzionare
- se il guasto avviene a valle di A ma a monte di B interverrà la protezione in A, che nel nostro esempio è "alla sommità della gerarchia", sconnettendo la porzione di rete considerata

### Selettività cronometrica
Consiste nella differenziazione dei tempi di intervento, si utilizza quando le correnti di cortocircuito sono simili tra loro.
Le protezioni vengono tarate scalarmente (come visibile in Fig. 2): quelle più a monte con un tempo di intervento più alto, mentre quelle più a valle con un tempo di intervento più breve, con lo stesso scopo della selettività amperometrica. Da notare che non bisogna tarare con troppo tempo di ritardo, altrimenti il guasto può fare danni prima di venire interrotto. In generale è preferibile non andare oltre un ritardo di 300 ms tra una protezione e quella successiva. Bisogna ricordarsi infine che anche gli organi di protezione hanno un tempo di ritardo intrinseco che non deve essere escluso dai calcoli. Questa soluzione, sempre nell'esempio considerato in figura, permette di far intervenire la giusta protezione in funzione alla posizione del guasto, ovvero:
- se il guasto avviene a valle di C interverrà la protezione in C (in quanto è quella con il ritardo minore) lasciando il resto dell'impianto a monte libero di continuare a funzionare
- se il guasto avviene a valle di B ma a monte di C interverrà la protezione in B (in quanto è quella con il ritardo minore, capace di intervenire in quel caso) lasciando il resto dell'impianto a monte libero di continuare a funzionare
- se il guasto avviene a valle di A ma a monte di B interverrà la protezione in A (in quanto è quella con il ritardo minore, capace di intervenire in quel caso), che nel nostro esempio è "alla sommità della gerarchia", sconnettendo la porzione di rete considerata

In pratica serve a garantire lo scollegamento, in caso di sovraccarico o corto circuito, di un singolo carico o di una parte di un  circuito elettrico con più carichi, in modo da isolare i guasti senza coinvolgere l'intero circuito elettrico o sistema, che continuerà a funzionare normalmente.